# Népal aux Jeux olympiques d'été de 2016
Le Népal participe aux Jeux olympiques d'été de 2016 à Rio de Janeiro au Brésil du 5 au 21 août. Il s'agit de sa 13e participation à des Jeux d'été où il envoie une délégation de 7 sportifs.

## Athlétisme
Le Népal qualifie une femme et un homme en athlétisme grâce à des invitations de la Commission tripartite,,.
Les compétitions d'athlétisme se déroulent du 12 au 21 août 2016. Les épreuves sur piste se disputent dans le stade olympique Nilton-Santos.
Femmes
| Athlète             | Compétition         | Série         | Série | Demi-finale | Demi-finale | Finale   | Finale |
| Athlète             | Compétition         | Résultat      | Rang  | Résultat    | Rang        | Résultat | Rang   |
| ------------------- | ------------------- | ------------- | ----- | ----------- | ----------- | -------- | ------ |
| Saraswoti Bhattarai | 1500 mètres féminin | 4 min 33 s 94 | 13e   | -           | -           | -        | -      |

Hommes
| Athlète    | Compétition          | Série          | Série | Finale   | Finale |
| Athlète    | Compétition          | Résultat       | Rang  | Résultat | Rang   |
| ---------- | -------------------- | -------------- | ----- | -------- | ------ |
| Hari Rimal | 5000 mètres masculin | 14 min 54 s 42 | 23e   | -        | -      |

## Judo
Le Népal qualifie une judokate grâce à une invitation de la Commission tripartite ce qui permet au Népal de revenir en judo après une interruption de huit ans.
Les compétitions, auxquelles prennent part 386 athlètes, se déroulent du 6 au 12 août à la Carioca Arena 2 à l'intérieur du Parc olympique de Barra da Tijuca.
| Athlète            | Compétition              | 1/32 de finale         | 1/16 de finale      | Quart de finale     | Demi-finale         | Repêchage           | Finale / MB         | Finale / MB |
| Athlète            | Compétition              | Adversaire Résultat    | Adversaire Résultat | Adversaire Résultat | Adversaire Résultat | Adversaire Résultat | Adversaire Résultat | Rang        |
| ------------------ | ------------------------ | ---------------------- | ------------------- | ------------------- | ------------------- | ------------------- | ------------------- | ----------- |
| Phupu Lhamu Khatri | Femmes de moins de 63 kg | Espinosa Cuba 0s3 - 11 | -                   | -                   | -                   | -                   | -                   | -           |

## Natation
Le Népal qualifie une nageuse et un nageur grâce à des invitations de la Fédération internationale de natation au nom de l'universalité des Jeux,. Bien que classé à la 58e place, avec 57 s 76 en 100 mètres nage libre masculine, Shirish Gurung établit le nouveau record népalais qu'il détenait déjà avec 58 s 22.
Les épreuves de natation ont lieu du 6 au 16 août 2016 au Centre aquatique olympique et au Fort de Copacabana à Rio.
| Athlète        | Compétition               | Série         | Série | Demi-finale | Demi-finale | Finale | Finale |
| Athlète        | Compétition               | Temps         | Rang  | Temps       | Rang        | Temps  | Rang   |
| -------------- | ------------------------- | ------------- | ----- | ----------- | ----------- | ------ | ------ |
| Gaurika Singh  | 100 m dos féminin         | 1 min 08 s 45 | 31e   | -           | -           | -      | -      |
| Shirish Gurung | 100 m nage libre masculin | 57 s 76       | 58e   | -           | -           | -      | -      |

## Taekwondo
Le Népal qualifie une combattante grâce à une invitation de la Commission tripartite ce qui permet au Népal de revenir en taekwondo après une interruption de huit ans,.
Les épreuves se déroulent du 17 au 20 août 2016 à la Caricoa Arena 3 à l'intérieur du Parc olympique de Barra da Tijuca de Rio.
| Athlète     | Compétition      | 1/16 de finale         | Quart de finale     | Demi-finale         | Repêchage                  | Finale/Médaille de bronze | Rang |
| Athlète     | Compétition      | Adversaire Résultat    | Adversaire Résultat | Adversaire Résultat | Adversaire Résultat        | Adversaire Résultat       | Rang |
| ----------- | ---------------- | ---------------------- | ------------------- | ------------------- | -------------------------- | ------------------------- | ---- |
| Nisha Rawal | Femmes de -67 kg | Zheng Shuyin Chine 0–2 | Non qualifiée       | Non qualifiée       | Gwladys Épangue France 3–4 | Non qualifiée             | 7e   |

## Tir à l'arc
Le Népal qualifie un archer grâce à une invitation de la Commission tripartite ce qui permet au pays de participer pour la première fois à cette compétition.
Les épreuves de tir à l'arc, où s'affrontent 128 archers, se déroulent au Sambodrome Marquês-de-Sapucaí du 6 au 12 août 2016.
| Athlète            | Compétition       | Tour préliminaire | Tour préliminaire | 1er tour         | 2e tour          | 3e tour          | Quart de finale  | Demi-finale      | Finale / MB      | Finale / MB |
| Athlète            | Compétition       | Score             | Rang              | Adversaire Score | Adversaire Score | Adversaire Score | Adversaire Score | Adversaire Score | Adversaire Score | Rang        |
| ------------------ | ----------------- | ----------------- | ----------------- | ---------------- | ---------------- | ---------------- | ---------------- | ---------------- | ---------------- | ----------- |
| Jit Bahadur Moktan | Individuel hommes | 607               | 60                | Das Inde 0-6     | non qualifié     | non qualifié     | non qualifié     | non qualifié     | non qualifié     | 33e         |